# Sågtäkten
Sågtäkten is een plaats in de gemeente Nordanstig in het landschap Hälsingland en de provincie Gävleborgs län in Zweden. De plaats heeft 77 inwoners (2005) en een oppervlakte van 22 hectare. De plaats ligt aan de Botnische Golf iets ten oosten van de provinciale weg länsväg 781.